# Nieszawa-Kolonia
Nieszawa-Kolonia (prononciation [ ɲeˈʂava kɔˈlɔɲa]) est un village de la gmina de Józefów nad Wisłą du powiat d'Opole Lubelskie dans la voïvodie de Lublin, située dans l'est de la Pologne.
Il se situe à environ 11 kilomètres au sud-ouest d'Opole Lubelskie (siège du powiat) et 53 kilomètres au sud-ouest de Lublin (capitale de la voïvodie).

## Histoire
De 1975 à 1998, la ville est attachée administrativement à l'ancienne Lublin.

Depuis 1999, elle fait partie de la nouvelle voïvodie de Lublin.